# Geesinkorchis breviunguiculata
Geesinkorchis breviunguiculata är en orkidéart som beskrevs av Shih C.Hsu, Gravend. och De Vogel. Geesinkorchis breviunguiculata ingår i släktet Geesinkorchis och familjen orkidéer.
Artens utbredningsområde är Sumatera. Inga underarter finns listade i Catalogue of Life.